# Alejandro Viniegra
Alejandro Viniegra Santana (Ribeirão Preto, estado de São Paulo, Brasil, 13 de febrero de 2002) es un futbolista mexicano. Juega como extremo en el Tlaxcala F.C. de la Liga de Expansión MX.

## Trayectoria

### Cruzeiro Esporte Clube
Alejandro hizo su debut profesional con el Cruzeiro Esporte Clube el 2 de diciembre de 2018 entrando por David en el 89' ante el Esporte Clube Bahia, el partido concluyó en empate sin goles. Este debut, de la mano del entrenador Sidnei Lobo, lo convirtió en el jugador más joven en entrar entrar en cancha de la edición 2018 del Brasileirão. Alejandro no fue el único jugador de 16 años que ingresó al campo este año en el campeonato brasileño. También lo consiguió el delantero Kaio Jorge del Santos.
Lo que distingue a Kaio Jorge y Alejandro son los 20 días entre nacimientos. El cruzeirense es el jugador más joven en jugar en ese Brasileirão, ya que nació el 13 de febrero de 2002, mientras que Jorge llegó al mundo el 24 de enero del mismo año. A pesar de ser más joven, Viniegra entró al campo con unos días después que Kaio. El del Santos tenía 16 años, ocho meses y seis días el 30 de septiembre de este año, cuando el conjunto alvinegro venció al Athletico Paranaense. En el encuentro entre el Cruzeiro y el Bahía Alejandro tenía 16 años, nueve meses y 19 días.
En julio de 2020 es promovido oficialmente al primer equipo de a Raposa junto a Danilo.

### North Texas Soccer Club
El jueves 4 de febrero de 2021 firmó con el North Texas Soccer Club de la USL Championship de los Estados Unidos por un año con opción de extender su vínculo hasta la temporada 2022.

### Red Bull Bragantino
En enero de 2022 firmó contrato por 3 años con el Red Bull Bragantino. Tras su llegada fue mandado al equipo sub-23 del Bragantino en el cual debutó el día 30 de enero de 2022 ante el Audax São Paulo, partido que culminaría en un empate sin goles.

## Selección nacional

### Brasil sub-16
Participó en tres partidos con la selección brasileña sub-16. El primero (su debut con este combinado de la mano de Carlos Amadeu) fue el 29 de noviembre de 2016 en la victoria por 2-1 sobre los Países Bajos sub-16, su siguiente encuentro se daría el 1 de diciembre del mismo año ante su similar de Inglaterra que terminaría con marcador de 1-2, con gol de Viniegra al 39' a pase de Giovanni, a favor de «o Scratch do Ouro», y finalmente dos días después (3 de diciembre) se enfrentaría a la selección estadounidense sub-17 que concluiría en empate a un gol.

### México sub-20
El 14 de agosto de 2020 se confirmó su convocatoria para los entrenamientos virtuales con la selección mexicana sub-20 dirigida por Raúl Chabrand. La concentración virtual se haría entre el 17 y 20 de agosto con otros 54 futbolistas.

## Estadísticas

### Clubes
Actualizado al último partido disputado el 2 de marzo de 2024.
| Club                       | Div.          | Temporada     | Liga  | Liga  | Copas nacionales | Copas nacionales | Copas internacionales | Copas internacionales | Total | Total |
| Club                       | Div.          | Temporada     | Part. | Goles | Part.            | Goles            | Part.                 | Goles                 | Part. | Goles |
| -------------------------- | ------------- | ------------- | ----- | ----- | ---------------- | ---------------- | --------------------- | --------------------- | ----- | ----- |
| Cruzeiro E. C. · Brasil    | 1.ª           | 2018          | 1     | 0     | ―                | ―                | ―                     | ―                     | 1     | 0     |
| Cruzeiro E. C. · Brasil    | Total club    | Total club    | 1     | 0     | 0                | 0                | 0                     | 0                     | 1     | 0     |
| North Texas Estados Unidos | 3.ª           | 2021          | 6     | 1     | ―                | ―                | ―                     | ―                     | 6     | 1     |
| North Texas Estados Unidos | Total club    | Total club    | 6     | 1     | 0                | 0                | 0                     | 0                     | 6     | 1     |
| Ituano F. C. · Brasil      | 2.ª           | 2023          | 9     | 0     | 1                | 0                | —                     | —                     | 10    | 0     |
| Ituano F. C. · Brasil      | Total club    | Total club    | 9     | 0     | 1                | 0                | 0                     | 0                     | 10    | 0     |
| CRB · Brasil               | 2.ª           | 2024          | 0     | 0     | 5                | 0                | —                     | —                     | 5     | 0     |
| CRB · Brasil               | Total club    | Total club    | 0     | 0     | 5                | 0                | 0                     | 0                     | 5     | 0     |
| Total carrera              | Total carrera | Total carrera | 16    | 1     | 6                | 0                | 0                     | 0                     | 22    | 1     |